# بريندون دانيلز
بريندون دانيلز (بالإنجليزية: Brendon Daniels)‏ هو لاعب كرة قدم بريطاني، ولد في 24 سبتمبر 1993 في ستوك أون ترينت في المملكة المتحدة. شارك مع منتخب إنجلترا لكرة القدم C ‏. أما مع النوادي، فقد لعب مع نادي تاموورث ونادي كرو ألكساندرا ونادي هاروجيت تاون.

## وصلات خارجية
- بريندون دانيلز على موقع قاعدة بيانات كرة القدم.إي يو (الإنجليزية)
- بريندون دانيلز على موقع Soccerbase.com (لاعب) (الإنجليزية)
- بريندون دانيلز على موقع Soccerway.com (الإنجليزية)